# Dammarie-sur-Saulx
Dammarie-sur-Saulx és un municipi francès situat al departament del Mosa i a la regió del Gran Est. L'any 2007 tenia 425 habitants.

## Demografia

### Població
El 2007 la població de fet de Dammarie-sur-Saulx era de 425 persones. Hi havia 178 famílies, de les quals 62 eren unipersonals (35 homes vivint sols i 27 dones vivint soles), 50 parelles sense fills, 54 parelles amb fills i 12 famílies monoparentals amb fills.
La població ha evolucionat segons el següent gràfic:
Habitants censats

### Habitatges
El 2007 hi havia 212 habitatges, 180 eren l'habitatge principal de la família, 6 eren segones residències i 26 estaven desocupats. 200 eren cases i 11 eren apartaments. Dels 180 habitatges principals, 115 estaven ocupats pels seus propietaris, 63 estaven llogats i ocupats pels llogaters i 2 estaven cedits a títol gratuït; 1 tenia una cambra, 6 en tenien dues, 21 en tenien tres, 49 en tenien quatre i 102 en tenien cinc o més. 146 habitatges disposaven pel capbaix d'una plaça de pàrquing. A 82 habitatges hi havia un automòbil i a 67 n'hi havia dos o més.

### Piràmide de població
La piràmide de població per edats i sexe el 2009 era:
| Homes | Edats   | Dones |
| ----- | ------- | ----- |
| 0     | 95 o +  | 0     |
| 0     | 90 a 94 | 0     |
| 4     | 85 a 89 | 4     |
| 0     | 80 a 84 | 12    |
| 0     | 75 a 79 | 4     |
| 16    | 70 a 74 | 8     |
| 8     | 65 a 69 | 16    |
| 20    | 60 a 64 | 20    |
| 0     | 55 a 59 | 16    |
| 28    | 50 a 54 | 12    |
| 20    | 45 a 49 | 16    |
| 8     | 40 a 44 | 16    |
| 20    | 35 a 39 | 8     |
| 0     | 30 a 34 | 8     |
| 20    | 25 a 29 | 12    |
| 4     | 20 a 24 | 20    |
| 12    | 15 a 19 | 20    |
| 12    | 10 a 14 | 0     |
| 8     | 5 a 9   | 12    |
| 12    | 0 a 4   | 8     |

## Economia
El 2007 la població en edat de treballar era de 255 persones, 179 eren actives i 76 eren inactives. De les 179 persones actives 163 estaven ocupades (92 homes i 71 dones) i 16 estaven aturades (8 homes i 8 dones). De les 76 persones inactives 22 estaven jubilades, 21 estaven estudiant i 33 estaven classificades com a «altres inactius».

### Ingressos
El 2009 a Dammarie-sur-Saulx hi havia 185 unitats fiscals que integraven 439 persones, la mediana anual d'ingressos fiscals per persona era de 15.588 €.

### Activitats econòmiques
Dels 14 establiments que hi havia el 2007, 1 era d'una empresa alimentària, 4 d'empreses de fabricació d'altres productes industrials, 2 d'empreses de construcció, 2 d'empreses de comerç i reparació d'automòbils, 1 d'una empresa de transport, 1 d'una empresa financera, 1 d'una empresa de serveis, 1 d'una entitat de l'administració pública i 1 d'una empresa classificada com a «altres activitats de serveis».
Dels 5 establiments de servei als particulars que hi havia el 2009, 1 era una oficina de correu, 1 una oficina bancària, 1 guixaire pintor, 1 electricista i 1 perruqueria.
L'únic establiment comercial que hi havia el 2009 era una fleca.
L'any 2000 a Dammarie-sur-Saulx hi havia 7 explotacions agrícoles que ocupaven un total de 280 hectàrees.

## Equipaments sanitaris i escolars
L'únic equipament sanitari que hi havia el 2009 era una farmàcia.
El 2009 hi havia una escola elemental integrada dins d'un grup escolar amb les comunes properes formant una escola dispersa.

## Poblacions més properes
El següent diagrama mostra les poblacions més properes.